# 老恒和酿造
老恒和釀造有限公司，簡稱老恒和釀造（英語：HONWORLD GROUP LIMITED，港交所：2226），在1895年，由錢蓉江於浙江省湖州市（總部）成立前身為「老恒和酱园」（前身為老元大酱园）。主要股東為陳衛忠（董事長及首席執行官，在2005年首次收購，其後分別在2005年第二次由何平，以及2012年夥同配偶邢利玉收購）。
業務在中國內地經營生產和銷售各種料酒、醋、酱油、其他產品等。
股份在2014年1月28日於港交所主板上市。招股價為7.15港元，全球發售為1.25億股，集資額為集资6.19亿至8.94亿港元。

## 連結
- hzlaohenghe.com （页面存档备份，存于）